# Kovid (jméno)
Kovid (hindsky कोविद) je mužské křestní jméno indického původu. V překladu znamená „akademický“, „moudrý“, „chytrý“, „inteligentní“, „odborník“ nebo „šikovný“. Nositelů jména Kovid je přibližně 433 a většinou se jedná o osoby hinduistického vyznání.
Příjmení Kovid je stejně jako křestní jméno Kovid jihoasijského původu, ale v porovnání s ním má menší četnost – nositelů příjmení Kovid je přibližně 54. Nosí je například výzkumník Nepal Kovid, který se zaměřuje na výzkum v oblasti gastroenterologie.
V hindštině se pro nemoc COVID-19 používá kromě originálních znaků (v latince) také přepis do dévanágarí (hindsky कोविद-19), který využívá homofonie jména s názvem této nemoci.

## Nositelé jména Kovid
- Kovid Gupta (* 1988) – indoamerický spisovatel a aktivista
- Kovid Foythong (* 1974) – bývalý thajský fotbalista
- Kovid Goyal (* 1981)[6] – indický programátor, autor čtečky calibre a terminálového emulátoru kitty